# 鹿児島県道243号長崎鼻公園開聞線
鹿児島県道243号長崎鼻公園開聞線（かごしまけんどう243ごう ながさきばなこうえんかいもんせん）は、鹿児島県指宿市を通る一般県道である。

## 概要

### 路線データ
- 起点：鹿児島県指宿市山川岡児ケ水（長崎鼻）
- 終点：鹿児島県指宿市開聞十町（指宿市開聞十町交差点、国道226号交点、鹿児島県道28号岩本開聞線終点）

## 路線状況

### 重複区間
- 鹿児島県道242号川尻浦山川線（指宿市山川岡児ヶ水 - 指宿市開聞川尻）

## 地理

### 通過する自治体
- 指宿市

### 交差する道路
| 交差する道路                             | 交差する場所 | 交差する場所                |
| ---------------------------------------- | ------------ | --------------------------- |
| 鹿児島県道242号川尻浦山川線 重複区間起点 | 山川岡児ヶ水 |                             |
| 鹿児島県道242号川尻浦山川線 重複区間終点 | 開聞川尻     |                             |
| 国道226号 鹿児島県道28号岩本開聞線       | 開聞十町     | 指宿市開聞十町交差点 / 終点 |

### 交差する鉄道
- 指宿枕崎線

### 沿線
- 長崎鼻
- 指宿市役所 開聞庁舎